# Ilhote de Es Pantaleu

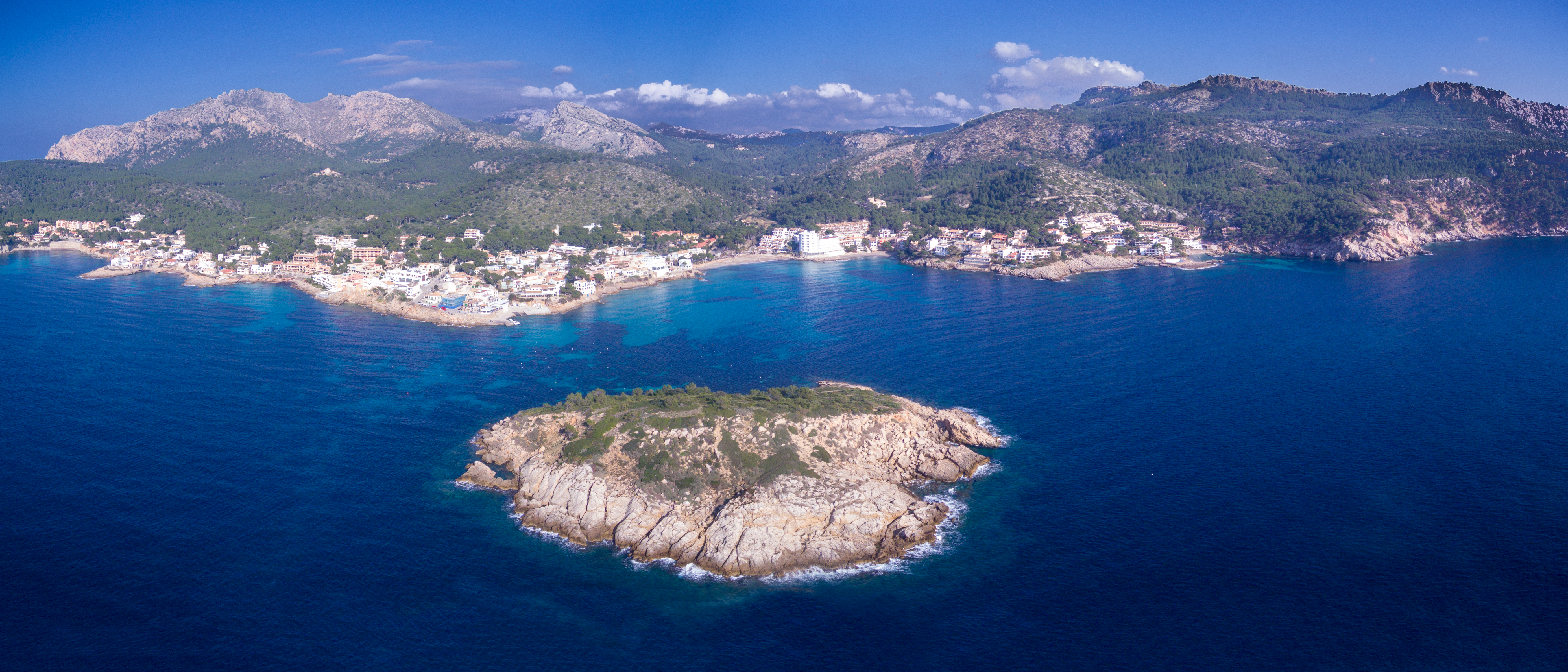
Es Pantaleu

Es Pantaleu é um ilhote desabitado situado frente à pequena localidade maiorquina de Sant Elm, Espanha. Faz parte do parque natural da sua ilha vizinha, Sa Dragonera. Segundo contam as crônicas do rei Jaime I quando a sua frota parou nele antes de iniciar a conquista de Maiorca, encontra-se a um tiro de besta da costa.